# Yarmouth (hrabstwo Cumberland)
Yarmouth – jednostka osadnicza w Stanach Zjednoczonych, w stanie Maine, w hrabstwie Cumberland.